# Conferencias Gestapo-NKVD
Las conferencias Gestapo-NKVD fueron una serie de reuniones entre funcionarios de las policías secretas alemana y soviética, organizadas a finales de 1939 y principios de 1940, tras la invasión conjunta germano-soviética de Polonia, de acuerdo con la alianza nazi-soviética. El propósito de la reuniones fue permitir a las fuerzas de seguridad alemanas y soviéticas, la Gestapo y la NKVD, respectivamente, compartir información sobre sus operaciones realizadas en la Polonia ocupada. A pesar de sus diferencias en otros temas, tanto Heinrich Himmler como Lavrenti Beria tenían objetivos comunes por lo que se refiere a la suerte de Polonia. Las conferencias conocidas se dedicaron a la coordinación de los planes de destrucción de las bases que articulaban la nacionalidad polaca, así como a discutir formas de hacer frente a la resistencia polaca en los primeros tiempos de la Segunda Guerra Mundial.
Fueron cuatro conferencias. La tercera y mejor conocida tuvo lugar en el famoso balneario de Zakopane, en los Montes Tatra del sur de Polonia. Por parte soviética participaron en las reuniones varios oficiales superiores del NKVD, mientras que los anfitriones alemanes enviaron un grupo de expertos de la Gestapo.

## Preludio
Después de la firma del Pacto Mólotov-Ribbentrop, el 23 de agosto de 1939, Alemania invadió Polonia el 1 de septiembre y la Unión Soviética lo hizo el 17 de septiembre, dando como resultado la Ocupación de Polonia (1939-1945).
Según los archivos de la filial del NKVD y KGB en la RSS de Ucrania, desclasificados por el gobierno de Ucrania en 2015, el inicio de la colaboración del NKVD con la Gestapo data de 1938, es decir antes de la firma del Pacto. Debido a esta colaboración, la URSS entregó a Alemania nazi comunistas alemanes y austriacos refugiados en su país tras ascenso al poder de Hitler en 1933.

## Primera Conferencia

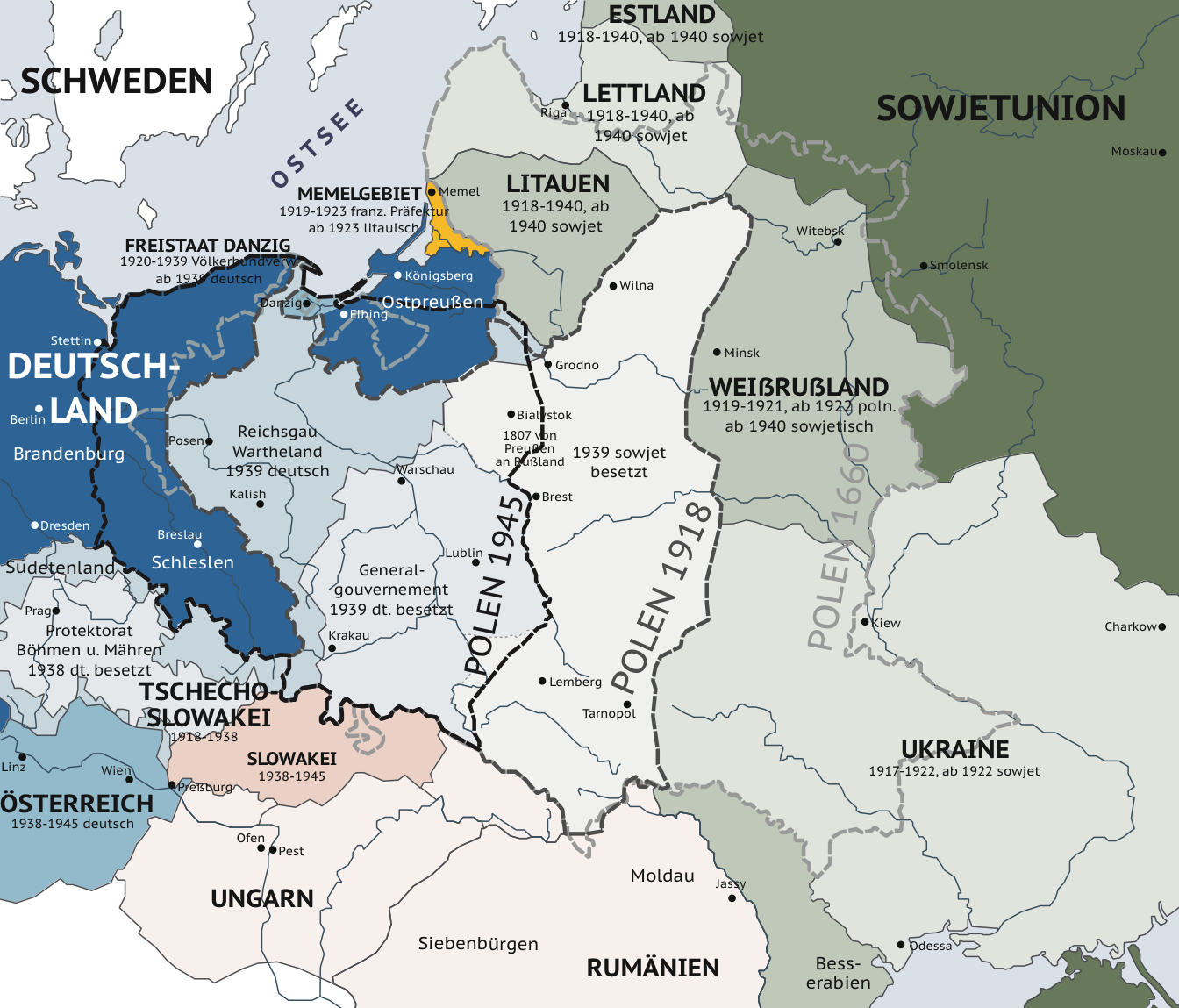
Europa Oriental en 1939-1940.

La primera reunión entre la Gestapo y la NKVD tuvo lugar, según los informes, el 27 de septiembre de 1939 en Brześć nad Bugiem, mientras que algunas unidades del ejército polaco combatían todavía (véase Invasión de Polonia) y dio como resultado el internamiento en masa de soldados y fusilamientos extrajudiciales a lo largo de la Línea Curzon. Tanto la Gestapo como la NKVD esperaban la aparición de una resistencia en Polonia y discutieron las maneras de enfrentarse a las actividades clandestinas de los polacos. Inmediatamente después de la reunión, la NKVD soviética comenzó la recopilación de datos que condujeron a la masacre de Katyn, cometida en la primavera de 1940. 

Los acuerdos de la conferencia fueron recogidos en el Tratado Germano-Soviético de Amistad, Cooperación y Demarcación firmado el 28 de septiembre de 1939 por la URSS y la Alemania nazi.

## Segunda Conferencia
Esta reunión tuvo lugar en algún momento a finales de noviembre de 1939, probablemente en Przemysl, ciudad que permaneció dividida en zonas de ocupación alemana y soviética entre septiembre de 1939 y junio de 1941. Además de las conversaciones acerca de la lucha contra la resistencia polaca, los soviéticos y los alemanes discutieron acerca del intercambio de prisioneros de guerra polacos. Además se iniciaron las primeras discusiones sobre la ocupación de Polonia. Algunos historiadores afirman que esta reunión tuvo lugar en Lwów. También se afirma se celebró una reunión en diciembre.

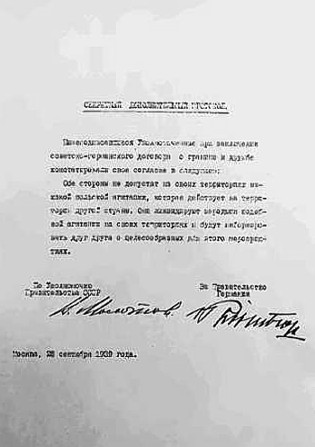
Protocolo secreto germano-soviético sobre Límites y Tratado de Amistad. "Ambas partes suprimirán en sus territorios de ocupación la agitación polaca que pueda afectar a los territorios ocupados por la otra parte. Se suprimirá en cada territorio cualquier indicio de tal agitación y las partes se informarán mutuamente acerca de las medidas más adecuadas para lograr tal propósito".

## Tercera Conferencia
Ésta es la más conocida y tuvo lugar en Zakopane a partir del 20 de febrero de 1940 en la villa "Pan Tadeusz", ubicada en la calle Droga do Białego, cerca del valle de Dolina Białego. La parte alemana estuvo representada por Adolf Eichmann y un funcionario de nombre Zimmermann, que más tarde se convirtió en el jefe del Distrito de Radom en el territorio del Gobierno General. La delegación soviética estuvo encabezada por Grigoriy Litvínov y —entre otros— Rita Zimmerman (directora de una mina de oro en Kolymá).
Según diversas fuentes, uno de los resultados de esta conferencia fue la Ausserordentliche Befriedungsaktion alemana (véase Operación extraordinaria de pacificación), [11] la eliminación intelectualidad de Cracovia (Sonderaktion Krakau) y la masacre soviética en Katyn. En su libro de 1.991 Stalin: Breaker of Nations, el historiador británico Robert Conquest declaró: "el último horror sufrido por tantos millones de inocentes judíos, eslavos y otros pueblos europeos, como resultado de esta reunión de mentes malvadas, es una mancha indeleble en la historia y la integridad de la civilización occidental, con todas sus pretensiones humanitarias". Por su parte el profesor George Watson, de la Universidad de Cambridge, escribe en su comentario "Rehearsal for the Holocaust?", de junio de 1981, que el destino de los oficiales polacos prisioneros puede haberse decidido en esta conferencia. Sin embargo, esto es discutido por otros historiadores, que señalan que no existe evidencia documental que confirme cualquier tipo de cooperación en esta cuestión, que la documentación soviética existente hace en realidad improbable tal colaboración y que es razonable afirmar que Alemania no sabía nada de la masacre de Katyn hasta que se encontraron los cadáveres.

## Cuarta Conferencia
La cuarta y última reunión tuvo lugar en marzo de 1940, en Cracovia (según algunos historiadores fue parte de la conferencia de Zakopane). Este evento fue descrito por el general Tadeusz Bor-Komorowski, comandante del Armia Krajowa, en su libro "Armia Podziemna" ("El ejército secreto"). En él, se describe cómo una delegación especial de la NKVD llegó a Cracovia, a fin de discutir con la Gestapo cómo actuar en contra de la resistencia polaca. Las conversaciones duraron varias semanas.
El relato de Bor-Komorowski es discutido por el historiador ruso Oleg Vishlyov, que afirma, con base en los documentos originales y altamente sospechosos de los soviéticos, que la conferencia no fue entre la NKVD y la Gestapo, sino entre comisiones soviética y alemana que se ocupaban de la cuestión de los refugiados en los dos territorios ocupados y que el tema de discusión fue, supuestamente, el "intercambio de refugiados". Según Vishlyov la conferencia no tuvo nada que ver con la represión contra los polacos o con la masacre de Katyn. Mientras tanto, algunos historiadores (incluyendo a Wojciech Materski) señalan que existe una clara evidencia de las operaciones de asesinatos clandestinos realizados tanto por las fuerzas soviéticas como alemanas en 1939-1940, a través de toda la Polonia ocupada; sin embargo, no hay evidencia de la conexión directa entre las masacres de prisioneros de la NKVD y la Operación extraordinaria de pacificación de Polonia llevada a cabo por los alemanes, que condujo a la masacre de varios miles de polacos prominentes en el mismo periodo de tiempo.